# Унітарна держава

Унітарні держави
Федеративні держави

Уніта́рна держа́ва — єдина цілісна держава, територія якої поділяється на адміністративно-територіальні одиниці, що не мають статусу державних утворень і не володіють суверенними правами.

## Етимологія
Унітарний «єдиний, який становить єдине ціле» — запозичення з французької мови; фр. unitaire «те саме» пов'язане з латинським unitas «єдність, єдине ціле», утвореним від латиського ūnus «один».
- Централізована унітарна держава характеризується тим, що управління на всіх суб-національних (нижчих загальнодержавного) територіальних рівнях здійснюється адміністрацією, що призначається вищим органом виконавчої влади.
- Децентралізована унітарна держава характеризується тим, що місцеві органи формуються незалежно від центральних органів влади (обираються населенням і т. ін.) та користуються значними повноваженнями у вирішенні місцевих питань.
- Відносно децентралізована унітарна держава характеризується поєднанням прямого державного управління на місцях із місцевим самоврядуванням: на вищому (область) та середньому (район) субнаціональних територіальних рівнях одночасно функціонують органи виконавчої влади загальної компетенції та органи місцевого самоврядування.

Згідно з статті 2 розділу I Конституції України, Україна є унітарною державою. Це означає, що територія України у межах існуючих кордонів є цілісною і недоторканною, що складові частини цієї території перебувають в нерозривному взаємному зв'язку, відзначаються внутрішньою єдністю і не мають ознак державності, як це властиво складовим частинам, скажімо, федеративної держави.

## Список унітарних держав
| Європа - Албанія - Білорусь - Болгарія - Ватикан - Велика Британія - Греція - Данія - Естонія - Ірландія - Ісландія - Іспанія - Італія - Кіпр - Косово - Латвія - Литва - Ліхтенштейн - Люксембург - Північна Македонія - Мальта - Молдова - Монако - Нідерланди - Норвегія - Польща - Португалія - Румунія - Сан-Марино - Сербія - Словаччина - Словенія - Угорщина - Україна - Фінляндія - Франція - Хорватія - Чехія - Чорногорія - Швеція | Азія - Азербайджан - Афганістан - Бангладеш - Бруней - Бутан - Вірменія - В'єтнам - Грузія - Ємен - Ізраїль - Індонезія - Іран - Йорданія - Казахстан - Камбоджа - Катар - Киргизстан - КНР - Кувейт - Лаос - Ліван - Мальдіви - Монголія - М'янма - Оман - Південна Корея - Північна Корея - Саудівська Аравія - Сирія - Сінгапур - Східний Тимор - Таджикистан - Таїланд - Тайвань - Туреччина - Туркменістан - Узбекистан - Філіппіни - Шрі-Ланка - Японія | Африка - Алжир - Ангола - Бенін - Ботсвана - Буркіна-Фасо - Бурунді - Габон - Гамбія - Гана - Гвінея - Гвінея-Бісау - Джибуті - Екваторіальна Гвінея - Еритрея - Есватіні - Єгипет - Замбія - Зімбабве - Камерун - Кабо-Верде - Кенія - Демократична Республіка Конго - Республіка Конго - Кот-д'Івуар - Лесото - Ліберія - Лівія - Маврикій - Мавританія - Мадагаскар - Малаві - Малі - Марокко - Мозамбік - Намібія - Нігер - Південно-Африканська Республіка - Руанда - Сан-Томе і Принсіпі - Сейшели - Сенегал - Сьєрра-Леоне - Танзанія - Того - Туніс - Уганда - Центральноафриканська Республіка - Чад | Південна Америка - Болівія - Еквадор - Колумбія - Парагвай - Перу - Суринам - Уругвай - Чилі | Північна Америка - Беліз - Гаїті - Гватемала - Гондурас - Гренада - Домініка - Домініканська республіка - Коста-Рика - Куба - Нікарагуа - Панама - Сальвадор - Сент-Вінсент і Гренадини - Сент-Люсія - Тринідад і Тобаго - Ямайка | Океанія - Вануату - Кірибаті - Маршаллові острови - Науру - Нова Зеландія - Палау - Папуа Нова Гвінея - Самоа - Соломонові острови - Тонга - Тувалу - Фіджі |